# Frederik Lambertus Geerling
Frederik Lambertus Geerling (Maastricht, 4 mei 1815 — 's-Gravenhage, 12 januari 1894) was een Nederlandse viceadmiraal, commandant van de zeemacht in Nederlands-Indië, minister van Marine en ridder in de Militaire Willems-Orde.

## Loopbaan
Geerling was door zijn ouders oorspronkelijk bestemd voor de dienst van de kerk, en werd hierdoor naar de Latijnse school, eerst in Utrecht, later in Arnhem gezonden, waar zijn vader de betrekking vervulde van kapitein, provinciaal commandant. Vervolgens werd hij opgeleid voor de Marine en kwam in 1832 op het Instituut voor de Marine te Medemblik, waarna hij in oktober 1835 werd benoemd tot adelborst eerste klasse. Achtereenvolgens doorliep hij de rangen; in 1839 werd hij benoemd tot luitenant ter zee tweede klasse, in 1850 tot luitenant ter zee eerste klasse, in 1859 tot kapitein luitenant ter zee, in 1866 tot kapitein-ter-zee, in 1872 tot schout-bij-nacht en in 1875 tot viceadmiraal. Van 1874 tot 1877 was hij commandant der zeemacht in Nederlands-Indië en chef van het Departement van Marine in Nederlands Indië; hij verkreeg voor zijn verdiensten aldaar de Militaire Willems-Orde. In het vaderland teruggekeerd werd hij op 1 augustus 1877 op zijn verzoek gepensioneerd. Vervolgens was hij van april 1883 tot april 1884 minister van Marine in het derde kabinet-Heemskerk Azn. Hij trad af nadat zijn plannen door het parlement bestreden waren. In zijn ambteloos leven leidde hij toen nog enige jaren als voorzitter de conservatieve kiesvereniging Vaderland en Koning. 